# Dypsis tanalensis
Dypsis tanalensis – gatunek palmy z rzędu arekowców (Arecales). Występuje endemicznie na Madagaskarze, w prowincji Fianarantsoa. Jest prawdopodobne, że ten gatunek wymarł, ponieważ nie był widziany od ponad 80 lat.
Rośnie w bioklimacie wilgotnym. Występuje na wysokości do 500 m n.p.m.